# 拉德克斯堡县

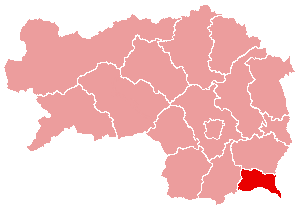
拉德克斯堡县在施泰爾馬克州的位置

拉德克斯堡县（德語：Bezirk Radkersburg）是奥地利施泰爾馬克州所辖的一个旧县。总面积337.0平方公里，总人口24068，人口密度71人/平方公里（2001年）。行政中心位于巴特拉德克斯堡。2013年1月1日，拉德克斯堡县与费尔德巴赫县合并为东南施泰尔马克县。

## 行政区域
拉德克斯堡县曾辖有18个市镇。